# Santiago Acozac
Santiago Acozac är en ort i Mexiko.   Den ligger i kommunen Los Reyes de Juárez och delstaten Puebla, i den sydöstra delen av landet, 150 km öster om huvudstaden Mexico City. Santiago Acozac ligger 2 180 meter över havet och antalet invånare är 2 775.
Terrängen runt Santiago Acozac är lite kuperad. Runt Santiago Acozac är det tätbefolkat, med 319 invånare per kvadratkilometer. Närmaste större samhälle är Acatzingo de Hidalgo, 4,0 km nordost om Santiago Acozac. Trakten runt Santiago Acozac består till största delen av jordbruksmark.